# Volta ao País Basco de 2006
A 46.ª edição da Volta ao País Basco, teve lugar entre 3 e 8 de abril de 2006. A corrida foi a quinta prova da UCI ProTour de 2006. A vitória final foi do Espanhol José Ángel Gómez Marchante, vencedor do contrarrelógio final. Esteve dividida em 6 etapas para um total de 829 km.
Participaram 21 equipas: os 20 de categoria UCI ProTour (ao ser obrigada a sua participação); mais 1 de categoria Profissional Continental mediante convite da organização (Relax-GAM). Formando assim um pelotão de 168 corredores com 8 ciclistas a cada equipa.

## etapas
| Etapa | Data   | Percurso                | type                      | Distância (km) | Vencedor                   | Líder geral                |
| ----- | ------ | ----------------------- | ------------------------- | -------------- | -------------------------- | -------------------------- |
| 1     | 3 abr. | Irun – Irun             | etapa escarpada           | 130            | Alejandro Valverde         | Alejandro Valverde         |
| 2     | 4 abr. | Irun – Segura           | etapa escarpada           | 155            | Samuel Sánchez             | Samuel Sánchez             |
| 3     | 5 abr. | Segura – Lerín          | etapa escarpada           | 170            | Samuel Sánchez             | Samuel Sánchez             |
| 4     | 6 abr. | Lerín – Vitoria-Gasteiz | etapa escarpada           | 172            | Óscar Freire               | Samuel Sánchez             |
| 5     | 7 abr. | Vitoria-Gasteiz – Zalla | etapa escarpada           | 178            | Thomas Voeckler            | Samuel Sánchez             |
| 6     | 8 abr. | Zalla – Zalla           | contrarrelógio individual | 24             | José Ángel Gómez Marchante | José Ángel Gómez Marchante |

## Desenvolvimento da corrida

### 1.ª etapa
| \| Classificação por etapas \| Classificação por etapas \| Classificação por etapas \| Classificação por etapas \| Classificação por etapas \| \| Ciclista \| Ciclista \| Equipe \| Tempo \| \| \| ------------------------ \| ------------------------------ \| ------------------------------ \| ------------------------ \| ------------------------ \| \| 1. \| Alejandro Valverde \| Caisse d'Épargne-Illes Balears \| 3h22m27s \| \| \| 2. \| Óscar Freire \| Rabobank \| + 0s \| \| \| 3. \| Davide Rebellin \| Gerolsteiner \| + 0s \| \| \| 4. \| Miguel Ángel Martín Perdiguero \| Phonak Hearing Systems \| + 0s \| \| \| 5. \| Fränk Schleck \| CSC \| + 0s \| \| \| 6. \| Chris Horner \| Davitamon-Lotto \| + 0s \| \| \| 7. \| Ruggero Marzoli \| Lampre-Fondital \| + 0s \| \| \| 8. \| Jon Bru \| Kaiku \| + 0s \| \| \| 9. \| Aitor Osa \| Liberty Seguros-Würth \| + 0s \| \| \| 10. \| Ricardo Serrano \| Kaiku \| + 0s \| \| |                                |                                |          |
| |                                |                                |          |
| |                                |                                |          |
| Classificação por etapas |                                |                                |          |
| Ciclista | Ciclista                       | Equipe                         | Tempo    |
| 1. | Alejandro Valverde             | Caisse d'Épargne-Illes Balears | 3h22m27s |
| 2. | Óscar Freire                   | Rabobank                       | + 0s     |
| 3. | Davide Rebellin                | Gerolsteiner                   | + 0s     |
| 4. | Miguel Ángel Martín Perdiguero | Phonak Hearing Systems         | + 0s     |
| 5. | Fränk Schleck                  | CSC                            | + 0s     |
| 6. | Chris Horner                   | Davitamon-Lotto                | + 0s     |
| 7. | Ruggero Marzoli                | Lampre-Fondital                | + 0s     |
| 8. | Jon Bru                        | Kaiku                          | + 0s     |
| 9. | Aitor Osa                      | Liberty Seguros-Würth          | + 0s     |
| 10. | Ricardo Serrano                | Kaiku                          | + 0s     |

| \| Classificação geral \| Classificação geral \| Classificação geral \| Classificação geral \| Classificação geral \| \| Ciclista \| Ciclista \| Equipe \| Tempo \| \| \| ------------------- \| ------------------------------ \| ------------------------------ \| ------------------- \| ------------------- \| \| 1. \| Alejandro Valverde \| Caisse d'Épargne-Illes Balears \| 3h22m27s \| \| \| 2. \| Óscar Freire \| Rabobank \| + 0s \| \| \| 3. \| Davide Rebellin \| Gerolsteiner \| + 0s \| \| \| 4. \| Miguel Ángel Martín Perdiguero \| Phonak Hearing Systems \| + 0s \| \| \| 5. \| Fränk Schleck \| CSC \| + 0s \| \| \| 6. \| Chris Horner \| Davitamon-Lotto \| + 0s \| \| \| 7. \| Ruggero Marzoli \| Lampre-Fondital \| + 0s \| \| \| 8. \| Jon Bru \| Kaiku \| + 0s \| \| \| 9. \| Aitor Osa \| Liberty Seguros-Würth \| + 0s \| \| \| 10. \| Ricardo Serrano \| Kaiku \| + 0s \| \| |                                |                                |          |
| |                                |                                |          |
| |                                |                                |          |
| Classificação geral |                                |                                |          |
| Ciclista | Ciclista                       | Equipe                         | Tempo    |
| 1. | Alejandro Valverde             | Caisse d'Épargne-Illes Balears | 3h22m27s |
| 2. | Óscar Freire                   | Rabobank                       | + 0s     |
| 3. | Davide Rebellin                | Gerolsteiner                   | + 0s     |
| 4. | Miguel Ángel Martín Perdiguero | Phonak Hearing Systems         | + 0s     |
| 5. | Fränk Schleck                  | CSC                            | + 0s     |
| 6. | Chris Horner                   | Davitamon-Lotto                | + 0s     |
| 7. | Ruggero Marzoli                | Lampre-Fondital                | + 0s     |
| 8. | Jon Bru                        | Kaiku                          | + 0s     |
| 9. | Aitor Osa                      | Liberty Seguros-Würth          | + 0s     |
| 10. | Ricardo Serrano                | Kaiku                          | + 0s     |

### 2. ª etapa
| \| Classificação por etapas \| Classificação por etapas \| Classificação por etapas \| Classificação por etapas \| Classificação por etapas \| \| Ciclista \| Ciclista \| Equipe \| Tempo \| \| \| ------------------------ \| ------------------------ \| ------------------------------- \| ------------------------ \| ------------------------ \| \| 1. \| Samuel Sánchez \| Euskaltel-Euskadi \| 4h10m55s \| \| \| 2. \| Alberto Contador \| Liberty Seguros-Würth \| + 0s \| \| \| 3. \| Alejandro Valverde \| Caisse d'Épargne-Illes Balears \| + 2s \| \| \| 4. \| Patrik Sinkewitz \| T-Mobile \| + 2s \| \| \| 5. \| Davide Rebellin \| Gerolsteiner \| + 2s \| \| \| 6. \| Michael Boogerd \| Rabobank \| + 2s \| \| \| 7. \| Leonardo Bertagnolli \| Cofidis-Le Crédit par Téléphone \| DQ \| \| \| 7. \| Fränk Schleck \| CSC \| + 2s \| \| \| 8. \| Aitor Osa \| Liberty Seguros-Würth \| + 2s \| \| \| 9. \| Patxi Vila \| Lampre-Fondital \| + 2s \| \| \| 10. \| José Azevedo \| Discovery Channel \| + 2s \| \| |                      |                                 |          |
| |                      |                                 |          |
| |                      |                                 |          |
| Classificação por etapas |                      |                                 |          |
| Ciclista | Ciclista             | Equipe                          | Tempo    |
| 1. | Samuel Sánchez       | Euskaltel-Euskadi               | 4h10m55s |
| 2. | Alberto Contador     | Liberty Seguros-Würth           | + 0s     |
| 3. | Alejandro Valverde   | Caisse d'Épargne-Illes Balears  | + 2s     |
| 4. | Patrik Sinkewitz     | T-Mobile                        | + 2s     |
| 5. | Davide Rebellin      | Gerolsteiner                    | + 2s     |
| 6. | Michael Boogerd      | Rabobank                        | + 2s     |
| 7. | Leonardo Bertagnolli | Cofidis-Le Crédit par Téléphone | DQ       |
| 7. | Fränk Schleck        | CSC                             | + 2s     |
| 8. | Aitor Osa            | Liberty Seguros-Würth           | + 2s     |
| 9. | Patxi Vila           | Lampre-Fondital                 | + 2s     |
| 10. | José Azevedo         | Discovery Channel               | + 2s     |

| \| Classificação geral \| Classificação geral \| Classificação geral \| Classificação geral \| Classificação geral \| \| Ciclista \| Ciclista \| Equipe \| Tempo \| \| \| ------------------- \| ------------------------------ \| ------------------------------ \| ------------------- \| ------------------- \| \| 1. \| Samuel Sánchez \| Euskaltel-Euskadi \| 7h33m22s \| \| \| 2. \| Alberto Contador \| Liberty Seguros-Würth \| + 0s \| \| \| 3. \| Alejandro Valverde \| Caisse d'Épargne-Illes Balears \| + 2s \| \| \| 4. \| Davide Rebellin \| Gerolsteiner \| + 2s \| \| \| 5. \| Fränk Schleck \| CSC \| + 2s \| \| \| 6. \| Miguel Ángel Martín Perdiguero \| Phonak Hearing Systems \| + 2s \| \| \| 7. \| Patrik Sinkewitz \| T-Mobile \| + 2s \| \| \| 8. \| Aitor Osa \| Liberty Seguros-Würth \| + 2s \| \| \| 9. \| Patxi Vila \| Lampre-Fondital \| + 2s \| \| \| 10. \| Cadel Evans \| Davitamon-Lotto \| + 2s \| \| |                                |                                |          |
| |                                |                                |          |
| |                                |                                |          |
| Classificação geral |                                |                                |          |
| Ciclista | Ciclista                       | Equipe                         | Tempo    |
| 1. | Samuel Sánchez                 | Euskaltel-Euskadi              | 7h33m22s |
| 2. | Alberto Contador               | Liberty Seguros-Würth          | + 0s     |
| 3. | Alejandro Valverde             | Caisse d'Épargne-Illes Balears | + 2s     |
| 4. | Davide Rebellin                | Gerolsteiner                   | + 2s     |
| 5. | Fränk Schleck                  | CSC                            | + 2s     |
| 6. | Miguel Ángel Martín Perdiguero | Phonak Hearing Systems         | + 2s     |
| 7. | Patrik Sinkewitz               | T-Mobile                       | + 2s     |
| 8. | Aitor Osa                      | Liberty Seguros-Würth          | + 2s     |
| 9. | Patxi Vila                     | Lampre-Fondital                | + 2s     |
| 10. | Cadel Evans                    | Davitamon-Lotto                | + 2s     |

O Italiano Leonardo Bertagnolli que tinha sido descatalogado em 2014 de todos seus resultados obtidos entre 2003 e 2011. Se certos websites têm reatribuído os lugares vagos, o UCI não tem no entanto não oficialmente indicado que isto era o caso.(Ver lista das sanções)

### 3. ª etapa
| \| Classificação por etapas \| Classificação por etapas \| Classificação por etapas \| Classificação por etapas \| Classificação por etapas \| \| Ciclista \| Ciclista \| Equipe \| Tempo \| \| \| ------------------------ \| ------------------------------ \| ------------------------------- \| ------------------------ \| ------------------------ \| \| 1. \| Samuel Sánchez \| Euskaltel-Euskadi \| 4h07m36s \| \| \| 2. \| Davide Rebellin \| Gerolsteiner \| + 0s \| \| \| 3. \| Alberto Contador \| Liberty Seguros-Würth \| + 0s \| \| \| 4. \| Leonardo Bertagnolli \| Cofidis-Le Crédit par Téléphone \| DQ \| \| \| 4. \| José Ángel Gómez Marchante \| Saunier Duval-Prodir \| + 0s \| \| \| 5. \| Cadel Evans \| Davitamon-Lotto \| + 0s \| \| \| 6. \| Antonio Colom \| Caisse d'Épargne-Illes Balears \| + 6s \| \| \| 7. \| Miguel Ángel Martín Perdiguero \| Phonak Hearing Systems \| + 6s \| \| \| 8. \| Ricardo Serrano \| Kaiku \| + 8s \| \| \| 9. \| Michael Boogerd \| Rabobank \| + 8s \| \| \| 10. \| Patrik Sinkewitz \| T-Mobile \| + 8s \| \| |                                |                                 |          |
| |                                |                                 |          |
| |                                |                                 |          |
| Classificação por etapas |                                |                                 |          |
| Ciclista | Ciclista                       | Equipe                          | Tempo    |
| 1. | Samuel Sánchez                 | Euskaltel-Euskadi               | 4h07m36s |
| 2. | Davide Rebellin                | Gerolsteiner                    | + 0s     |
| 3. | Alberto Contador               | Liberty Seguros-Würth           | + 0s     |
| 4. | Leonardo Bertagnolli           | Cofidis-Le Crédit par Téléphone | DQ       |
| 4. | José Ángel Gómez Marchante     | Saunier Duval-Prodir            | + 0s     |
| 5. | Cadel Evans                    | Davitamon-Lotto                 | + 0s     |
| 6. | Antonio Colom                  | Caisse d'Épargne-Illes Balears  | + 6s     |
| 7. | Miguel Ángel Martín Perdiguero | Phonak Hearing Systems          | + 6s     |
| 8. | Ricardo Serrano                | Kaiku                           | + 8s     |
| 9. | Michael Boogerd                | Rabobank                        | + 8s     |
| 10. | Patrik Sinkewitz               | T-Mobile                        | + 8s     |

| \| Classificação geral \| Classificação geral \| Classificação geral \| Classificação geral \| Classificação geral \| \| Ciclista \| Ciclista \| Equipe \| Tempo \| \| \| ------------------- \| ------------------------------ \| ------------------------------- \| ------------------- \| ------------------- \| \| 1. \| Samuel Sánchez \| Euskaltel-Euskadi \| 11h40m58s \| \| \| 2. \| Alberto Contador \| Liberty Seguros-Würth \| + 0s \| \| \| 3. \| Davide Rebellin \| Gerolsteiner \| + 2s \| \| \| 4. \| Cadel Evans \| Davitamon-Lotto \| + 2s \| \| \| 5. \| Leonardo Bertagnolli \| Cofidis-Le Crédit par Téléphone \| DQ \| \| \| 5. \| Miguel Ángel Martín Perdiguero \| Phonak Hearing Systems \| + 8s \| \| \| 6. \| Antonio Colom \| Caisse d'Épargne-Illes Balears \| + 8s \| \| \| 7. \| José Ángel Gómez Marchante \| Saunier Duval-Prodir \| + 9s \| \| \| 8. \| Alejandro Valverde \| Caisse d'Épargne-Illes Balears \| + 10s \| \| \| 9. \| Patrik Sinkewitz \| T-Mobile \| + 10s \| \| \| 10. \| Aitor Osa \| Liberty Seguros-Würth \| + 10s \| \| |                                |                                 |           |
| |                                |                                 |           |
| |                                |                                 |           |
| Classificação geral |                                |                                 |           |
| Ciclista | Ciclista                       | Equipe                          | Tempo     |
| 1. | Samuel Sánchez                 | Euskaltel-Euskadi               | 11h40m58s |
| 2. | Alberto Contador               | Liberty Seguros-Würth           | + 0s      |
| 3. | Davide Rebellin                | Gerolsteiner                    | + 2s      |
| 4. | Cadel Evans                    | Davitamon-Lotto                 | + 2s      |
| 5. | Leonardo Bertagnolli           | Cofidis-Le Crédit par Téléphone | DQ        |
| 5. | Miguel Ángel Martín Perdiguero | Phonak Hearing Systems          | + 8s      |
| 6. | Antonio Colom                  | Caisse d'Épargne-Illes Balears  | + 8s      |
| 7. | José Ángel Gómez Marchante     | Saunier Duval-Prodir            | + 9s      |
| 8. | Alejandro Valverde             | Caisse d'Épargne-Illes Balears  | + 10s     |
| 9. | Patrik Sinkewitz               | T-Mobile                        | + 10s     |
| 10. | Aitor Osa                      | Liberty Seguros-Würth           | + 10s     |

O Italiano Leonardo Bertagnolli que tinha sido descatalogado em 2014 de todos seus resultados obtidos entre 2003 e 2011. Se certos websites têm reatribuído os lugares vagos, o UCI não tem no entanto não oficialmente indicado que isto era o caso.(Ver lista das sanções)

### 4. ª etapa
| \| Classificação por etapas \| Classificação por etapas \| Classificação por etapas \| Classificação por etapas \| Classificação por etapas \| \| Ciclista \| Ciclista \| Equipe \| Tempo \| \| \| ------------------------ \| ------------------------ \| ------------------------------- \| ------------------------ \| ------------------------ \| \| 1. \| Óscar Freire \| Rabobank \| 3h56m43s \| \| \| 2. \| Samuel Sánchez \| Euskaltel-Euskadi \| + 0s \| \| \| 3. \| Fabian Wegmann \| Gerolsteiner \| + 0s \| \| \| 4. \| Alejandro Valverde \| Caisse d'Épargne-Illes Balears \| + 0s \| \| \| 5. \| Stefano Garzelli \| Liquigas \| + 0s \| \| \| 6. \| Ruggero Marzoli \| Lampre-Fondital \| + 0s \| \| \| 7. \| Manuele Mori \| Saunier Duval-Prodir \| + 0s \| \| \| 8. \| Davide Rebellin \| Gerolsteiner \| + 0s \| \| \| 9. \| Leonardo Duque \| Cofidis-Le Crédit par Téléphone \| + 0s \| \| \| 10. \| Cristian Moreni \| Cofidis-Le Crédit par Téléphone \| + 0s \| \| |                    |                                 |          |
| |                    |                                 |          |
| |                    |                                 |          |
| Classificação por etapas |                    |                                 |          |
| Ciclista | Ciclista           | Equipe                          | Tempo    |
| 1. | Óscar Freire       | Rabobank                        | 3h56m43s |
| 2. | Samuel Sánchez     | Euskaltel-Euskadi               | + 0s     |
| 3. | Fabian Wegmann     | Gerolsteiner                    | + 0s     |
| 4. | Alejandro Valverde | Caisse d'Épargne-Illes Balears  | + 0s     |
| 5. | Stefano Garzelli   | Liquigas                        | + 0s     |
| 6. | Ruggero Marzoli    | Lampre-Fondital                 | + 0s     |
| 7. | Manuele Mori       | Saunier Duval-Prodir            | + 0s     |
| 8. | Davide Rebellin    | Gerolsteiner                    | + 0s     |
| 9. | Leonardo Duque     | Cofidis-Le Crédit par Téléphone | + 0s     |
| 10. | Cristian Moreni    | Cofidis-Le Crédit par Téléphone | + 0s     |

| \| Classificação geral \| Classificação geral \| Classificação geral \| Classificação geral \| Classificação geral \| \| Ciclista \| Ciclista \| Equipe \| Tempo \| \| \| ------------------- \| ------------------------------ \| ------------------------------- \| ------------------- \| ------------------- \| \| 1. \| Samuel Sánchez \| Euskaltel-Euskadi \| 15h37m41s \| \| \| 2. \| Alberto Contador \| Liberty Seguros-Würth \| + 0s \| \| \| 3. \| Davide Rebellin \| Gerolsteiner \| + 2s \| \| \| 4. \| Cadel Evans \| Davitamon-Lotto \| + 2s \| \| \| 5. \| Leonardo Bertagnolli \| Cofidis-Le Crédit par Téléphone \| DQ \| \| \| 5. \| Miguel Ángel Martín Perdiguero \| Phonak Hearing Systems \| + 8s \| \| \| 6. \| Antonio Colom \| Caisse d'Épargne-Illes Balears \| + 8s \| \| \| 7. \| José Ángel Gómez Marchante \| Saunier Duval-Prodir \| + 9s \| \| \| 8. \| Alejandro Valverde \| Caisse d'Épargne-Illes Balears \| + 10s \| \| \| 9. \| Michael Boogerd \| Rabobank \| + 10s \| \| \| 10. \| Bernhard Kohl \| T-Mobile \| + 19s \| \| |                                |                                 |           |
| |                                |                                 |           |
| |                                |                                 |           |
| Classificação geral |                                |                                 |           |
| Ciclista | Ciclista                       | Equipe                          | Tempo     |
| 1. | Samuel Sánchez                 | Euskaltel-Euskadi               | 15h37m41s |
| 2. | Alberto Contador               | Liberty Seguros-Würth           | + 0s      |
| 3. | Davide Rebellin                | Gerolsteiner                    | + 2s      |
| 4. | Cadel Evans                    | Davitamon-Lotto                 | + 2s      |
| 5. | Leonardo Bertagnolli           | Cofidis-Le Crédit par Téléphone | DQ        |
| 5. | Miguel Ángel Martín Perdiguero | Phonak Hearing Systems          | + 8s      |
| 6. | Antonio Colom                  | Caisse d'Épargne-Illes Balears  | + 8s      |
| 7. | José Ángel Gómez Marchante     | Saunier Duval-Prodir            | + 9s      |
| 8. | Alejandro Valverde             | Caisse d'Épargne-Illes Balears  | + 10s     |
| 9. | Michael Boogerd                | Rabobank                        | + 10s     |
| 10. | Bernhard Kohl                  | T-Mobile                        | + 19s     |

O Italiano Leonardo Bertagnolli que tinha sido descatalogado em 2014 de todos seus resultados obtidos entre 2003 e 2011. Se certos websites têm reatribuído os lugares vagos, o UCI não tem no entanto não oficialmente indicado que isto era o caso.(Ver lista das sanções)

### 5. ª etapa
| \| Classificação por etapas \| Classificação por etapas \| Classificação por etapas \| Classificação por etapas \| Classificação por etapas \| \| Ciclista \| Ciclista \| Equipe \| Tempo \| \| \| ------------------------ \| ------------------------ \| ------------------------------ \| ------------------------ \| ------------------------ \| \| 1. \| Thomas Voeckler \| Bouygues Telecom \| 4h18m42s \| \| \| 2. \| Jens Voigt \| CSC \| + 0s \| \| \| 3. \| Juan José Cobo \| Saunier Duval-Prodir \| + 12s \| \| \| 4. \| Gustavo Veloso \| Kaiku \| + 34s \| \| \| 5. \| Pietro Caucchioli \| Crédit Agricole \| + 34s \| \| \| 6. \| Charles Wegelius \| Liquigas \| + 34s \| \| \| 7. \| Andriy Hrivko \| Team Milram \| + 36s \| \| \| 8. \| Benoît Poilvet \| Crédit Agricole \| + 2m12s \| \| \| 9. \| Ruggero Marzoli \| Lampre-Fondital \| + 2m32s \| \| \| 10. \| Alejandro Valverde \| Caisse d'Épargne-Illes Balears \| + 2m32s \| \| |                    |                                |          |
| |                    |                                |          |
| |                    |                                |          |
| Classificação por etapas |                    |                                |          |
| Ciclista | Ciclista           | Equipe                         | Tempo    |
| 1. | Thomas Voeckler    | Bouygues Telecom               | 4h18m42s |
| 2. | Jens Voigt         | CSC                            | + 0s     |
| 3. | Juan José Cobo     | Saunier Duval-Prodir           | + 12s    |
| 4. | Gustavo Veloso     | Kaiku                          | + 34s    |
| 5. | Pietro Caucchioli  | Crédit Agricole                | + 34s    |
| 6. | Charles Wegelius   | Liquigas                       | + 34s    |
| 7. | Andriy Hrivko      | Team Milram                    | + 36s    |
| 8. | Benoît Poilvet     | Crédit Agricole                | + 2m12s  |
| 9. | Ruggero Marzoli    | Lampre-Fondital                | + 2m32s  |
| 10. | Alejandro Valverde | Caisse d'Épargne-Illes Balears | + 2m32s  |

| \| Classificação geral \| Classificação geral \| Classificação geral \| Classificação geral \| Classificação geral \| \| Ciclista \| Ciclista \| Equipe \| Tempo \| \| \| ------------------- \| ------------------------------ \| ------------------------------- \| ------------------- \| ------------------- \| \| 1. \| Samuel Sánchez \| Euskaltel-Euskadi \| 19h58m54s \| \| \| 2. \| Alberto Contador \| Liberty Seguros-Würth \| + 0s \| \| \| 3. \| Davide Rebellin \| Gerolsteiner \| + 2s \| \| \| 4. \| Leonardo Bertagnolli \| Cofidis-Le Crédit par Téléphone \| DQ \| \| \| 4. \| Cadel Evans \| Davitamon-Lotto \| + 2s \| \| \| 5. \| Miguel Ángel Martín Perdiguero \| Phonak Hearing Systems \| + 8s \| \| \| 6. \| Antonio Colom \| Caisse d'Épargne-Illes Balears \| + 8s \| \| \| 7. \| José Ángel Gómez Marchante \| Saunier Duval-Prodir \| + 9s \| \| \| 8. \| Alejandro Valverde \| Caisse d'Épargne-Illes Balears \| + 10s \| \| \| 9. \| Patrik Sinkewitz \| T-Mobile \| + 10s \| \| \| 10. \| Michael Boogerd \| Rabobank \| + 10s \| \| |                                |                                 |           |
| |                                |                                 |           |
| |                                |                                 |           |
| Classificação geral |                                |                                 |           |
| Ciclista | Ciclista                       | Equipe                          | Tempo     |
| 1. | Samuel Sánchez                 | Euskaltel-Euskadi               | 19h58m54s |
| 2. | Alberto Contador               | Liberty Seguros-Würth           | + 0s      |
| 3. | Davide Rebellin                | Gerolsteiner                    | + 2s      |
| 4. | Leonardo Bertagnolli           | Cofidis-Le Crédit par Téléphone | DQ        |
| 4. | Cadel Evans                    | Davitamon-Lotto                 | + 2s      |
| 5. | Miguel Ángel Martín Perdiguero | Phonak Hearing Systems          | + 8s      |
| 6. | Antonio Colom                  | Caisse d'Épargne-Illes Balears  | + 8s      |
| 7. | José Ángel Gómez Marchante     | Saunier Duval-Prodir            | + 9s      |
| 8. | Alejandro Valverde             | Caisse d'Épargne-Illes Balears  | + 10s     |
| 9. | Patrik Sinkewitz               | T-Mobile                        | + 10s     |
| 10. | Michael Boogerd                | Rabobank                        | + 10s     |

O Italiano Leonardo Bertagnolli que tinha sido descatalogado em 2014 de todos seus resultados obtidos entre 2003 e 2011. Se certos websites têm reatribuído os lugares vagos, o UCI não tem no entanto não oficialmente indicado que isto era o caso.(Ver lista das sanções)

### 6. ª etapa
| \| Classificação por etapas \| Classificação por etapas \| Classificação por etapas \| Classificação por etapas \| Classificação por etapas \| \| Ciclista \| Ciclista \| Equipe \| Tempo \| \| \| ------------------------ \| -------------------------- \| ------------------------------ \| ------------------------ \| ------------------------ \| \| 1. \| José Ángel Gómez Marchante \| Saunier Duval-Prodir \| 32m44s \| \| \| 2. \| Alejandro Valverde \| Caisse d'Épargne-Illes Balears \| + 6s \| \| \| 3. \| Antonio Colom \| Caisse d'Épargne-Illes Balears \| + 8s \| \| \| 4. \| Jevgeni Petrov \| Lampre-Fondital \| + 16s \| \| \| 5. \| Patrik Sinkewitz \| T-Mobile \| + 18s \| \| \| 6. \| Janez Brajkovič \| Discovery Channel \| + 18s \| \| \| 7. \| Carlos Sastre \| CSC \| + 28s \| \| \| 8. \| Alberto Contador \| Liberty Seguros-Würth \| + 29s \| \| \| 9. \| Juan José Cobo \| Saunier Duval-Prodir \| + 36s \| \| \| 10. \| Andriy Hrivko \| Team Milram \| + 37s \| \| |                            |                                |        |
| |                            |                                |        |
| |                            |                                |        |
| Classificação por etapas |                            |                                |        |
| Ciclista | Ciclista                   | Equipe                         | Tempo  |
| 1. | José Ángel Gómez Marchante | Saunier Duval-Prodir           | 32m44s |
| 2. | Alejandro Valverde         | Caisse d'Épargne-Illes Balears | + 6s   |
| 3. | Antonio Colom              | Caisse d'Épargne-Illes Balears | + 8s   |
| 4. | Jevgeni Petrov             | Lampre-Fondital                | + 16s  |
| 5. | Patrik Sinkewitz           | T-Mobile                       | + 18s  |
| 6. | Janez Brajkovič            | Discovery Channel              | + 18s  |
| 7. | Carlos Sastre              | CSC                            | + 28s  |
| 8. | Alberto Contador           | Liberty Seguros-Würth          | + 29s  |
| 9. | Juan José Cobo             | Saunier Duval-Prodir           | + 36s  |
| 10. | Andriy Hrivko              | Team Milram                    | + 37s  |

## Classificações finals

### Classificação geral
| \| Classificação geral \| Classificação geral \| Classificação geral \| Classificação geral \| Classificação geral \| \| Ciclista \| Ciclista \| Equipe \| Tempo \| \| \| ------------------- \| ------------------------------ \| ------------------------------- \| ------------------- \| ------------------- \| \| 1. \| José Ángel Gómez Marchante \| Saunier Duval-Prodir \| 20h31m47s \| \| \| 2. \| Alejandro Valverde \| Caisse d'Épargne-Illes Balears \| + 7s \| \| \| 3. \| Antonio Colom \| Caisse d'Épargne-Illes Balears \| + 7s \| \| \| 4. \| Patrik Sinkewitz \| T-Mobile \| + 19s \| \| \| 5. \| Alberto Contador \| Liberty Seguros-Würth \| + 20s \| \| \| 6. \| Samuel Sánchez \| Euskaltel-Euskadi \| + 42s \| \| \| 7. \| Miguel Ángel Martín Perdiguero \| Phonak Hearing Systems \| + 44s \| \| \| 8. \| Cadel Evans \| Davitamon-Lotto \| + 1m11s \| \| \| 9. \| Patxi Vila \| Lampre-Fondital \| + 1m21s \| \| \| 10. \| José Azevedo \| Discovery Channel \| + 1m24s \| \| \| 11. \| Davide Rebellin \| Gerolsteiner \| + 1m34s \| \| \| 12. \| Bernhard Kohl \| T-Mobile \| + 1m37s \| \| \| 13. \| Leonardo Bertagnolli \| Cofidis-Le Crédit par Téléphone \| + 1m40s \| \| \| 14. \| Jevgeni Petrov \| Lampre-Fondital \| + 1m41s \| \| \| 15. \| Xavier Tondo \| Relax-GAM \| + 2m11s \| \| \| 16. \| Andriy Hrivko \| Team Milram \| + 2m18s \| \| \| 17. \| Didier Rous \| Bouygues Telecom \| + 2m30s \| \| \| 18. \| Janez Brajkovič \| Discovery Channel \| + 2m57s \| \| \| 19. \| Sylvain Chavanel \| Cofidis-Le Crédit par Téléphone \| + 3m01s \| \| \| 20. \| Vladimir Miholjević \| Liquigas \| + 3m11s \| \| |                                |                                 |           |
| |                                |                                 |           |
| |                                |                                 |           |
| Classificação geral |                                |                                 |           |
| Ciclista | Ciclista                       | Equipe                          | Tempo     |
| 1. | José Ángel Gómez Marchante     | Saunier Duval-Prodir            | 20h31m47s |
| 2. | Alejandro Valverde             | Caisse d'Épargne-Illes Balears  | + 7s      |
| 3. | Antonio Colom                  | Caisse d'Épargne-Illes Balears  | + 7s      |
| 4. | Patrik Sinkewitz               | T-Mobile                        | + 19s     |
| 5. | Alberto Contador               | Liberty Seguros-Würth           | + 20s     |
| 6. | Samuel Sánchez                 | Euskaltel-Euskadi               | + 42s     |
| 7. | Miguel Ángel Martín Perdiguero | Phonak Hearing Systems          | + 44s     |
| 8. | Cadel Evans                    | Davitamon-Lotto                 | + 1m11s   |
| 9. | Patxi Vila                     | Lampre-Fondital                 | + 1m21s   |
| 10. | José Azevedo                   | Discovery Channel               | + 1m24s   |
| 11. | Davide Rebellin                | Gerolsteiner                    | + 1m34s   |
| 12. | Bernhard Kohl                  | T-Mobile                        | + 1m37s   |
| 13. | Leonardo Bertagnolli           | Cofidis-Le Crédit par Téléphone | + 1m40s   |
| 14. | Jevgeni Petrov                 | Lampre-Fondital                 | + 1m41s   |
| 15. | Xavier Tondo                   | Relax-GAM                       | + 2m11s   |
| 16. | Andriy Hrivko                  | Team Milram                     | + 2m18s   |
| 17. | Didier Rous                    | Bouygues Telecom                | + 2m30s   |
| 18. | Janez Brajkovič                | Discovery Channel               | + 2m57s   |
| 19. | Sylvain Chavanel               | Cofidis-Le Crédit par Téléphone | + 3m01s   |
| 20. | Vladimir Miholjević            | Liquigas                        | + 3m11s   |

| Classificação por pontos | Classificação por pontos       | Classificação por pontos       | Classificação por pontos | Classificação por pontos |
| Ciclista                 | Ciclista                       | Equipe                         | Pontos                   |                          |
| ------------------------ | ------------------------------ | ------------------------------ | ------------------------ | ------------------------ |
| 1.                       | Alejandro Valverde             | Caisse d'Épargne-Illes Balears | 84 pts                   |                          |
| 2.                       | Samuel Sánchez                 | Euskaltel-Euskadi              | 71 pts                   |                          |
| 3.                       | Davide Rebellin                | Gerolsteiner                   | 56 pts                   |                          |
| 4.                       | Óscar Freire                   | Rabobank                       | 45 pts                   |                          |
| 5.                       | Alberto Contador               | Liberty Seguros-Würth          | 44 pts                   |                          |
| 6.                       | José Ángel Gómez Marchante     | Saunier Duval-Prodir           | 37 pts                   |                          |
| 7.                       | Patrik Sinkewitz               | T-Mobile                       | 33 pts                   |                          |
| 8.                       | Miguel Ángel Martín Perdiguero | Phonak Hearing Systems         | 29 pts                   |                          |
| 9.                       | Antonio Colom                  | Caisse d'Épargne-Illes Balears | 28 pts                   |                          |
| 10.                      | Ruggero Marzoli                | Lampre-Fondital                | 26 pts                   |                          |

| Classificação por pontos | Classificação por pontos       | Classificação por pontos       | Classificação por pontos | Classificação por pontos |
| Ciclista                 | Ciclista                       | Equipe                         | Pontos                   |                          |
| ------------------------ | ------------------------------ | ------------------------------ | ------------------------ | ------------------------ |
| 1.                       | Alejandro Valverde             | Caisse d'Épargne-Illes Balears | 84 pts                   |                          |
| 2.                       | Samuel Sánchez                 | Euskaltel-Euskadi              | 71 pts                   |                          |
| 3.                       | Davide Rebellin                | Gerolsteiner                   | 56 pts                   |                          |
| 4.                       | Óscar Freire                   | Rabobank                       | 45 pts                   |                          |
| 5.                       | Alberto Contador               | Liberty Seguros-Würth          | 44 pts                   |                          |
| 6.                       | José Ángel Gómez Marchante     | Saunier Duval-Prodir           | 37 pts                   |                          |
| 7.                       | Patrik Sinkewitz               | T-Mobile                       | 33 pts                   |                          |
| 8.                       | Miguel Ángel Martín Perdiguero | Phonak Hearing Systems         | 29 pts                   |                          |
| 9.                       | Antonio Colom                  | Caisse d'Épargne-Illes Balears | 28 pts                   |                          |
| 10.                      | Ruggero Marzoli                | Lampre-Fondital                | 26 pts                   |                          |

| Classificação da montanha | Classificação da montanha  | Classificação da montanha       | Classificação da montanha | Classificação da montanha |
| Ciclista                  | Ciclista                   | Equipe                          | Pontos                    |                           |
| ------------------------- | -------------------------- | ------------------------------- | ------------------------- | ------------------------- |
| 1.                        | Hubert Dupont              | AG2R Prévoyance                 | 29 pts                    |                           |
| 2.                        | Juan José Cobo             | Saunier Duval-Prodir            | 25 pts                    |                           |
| 3.                        | José Luis Arrieta          | AG2R Prévoyance                 | 22 pts                    |                           |
| 4.                        | Unai Etxebarria            | Euskaltel-Euskadi               | 21 pts                    |                           |
| 5.                        | José Ángel Gómez Marchante | Saunier Duval-Prodir            | 20 pts                    |                           |
| 6.                        | Alessandro Vanotti         | Team Milram                     | 18 pts                    |                           |
| 7.                        | Israel Núñez               | Kaiku                           | 18 pts                    |                           |
| 8.                        | Iván Parra                 | Cofidis-Le Crédit par Téléphone | 16 pts                    |                           |
| 9.                        | Jens Voigt                 | CSC                             | 13 pts                    |                           |
| 10.                       | Joaquim Rodríguez          | Caisse d'Épargne-Illes Balears  | 12 pts                    |                           |

| Classificação da montanha | Classificação da montanha  | Classificação da montanha       | Classificação da montanha | Classificação da montanha |
| Ciclista                  | Ciclista                   | Equipe                          | Pontos                    |                           |
| ------------------------- | -------------------------- | ------------------------------- | ------------------------- | ------------------------- |
| 1.                        | Hubert Dupont              | AG2R Prévoyance                 | 29 pts                    |                           |
| 2.                        | Juan José Cobo             | Saunier Duval-Prodir            | 25 pts                    |                           |
| 3.                        | José Luis Arrieta          | AG2R Prévoyance                 | 22 pts                    |                           |
| 4.                        | Unai Etxebarria            | Euskaltel-Euskadi               | 21 pts                    |                           |
| 5.                        | José Ángel Gómez Marchante | Saunier Duval-Prodir            | 20 pts                    |                           |
| 6.                        | Alessandro Vanotti         | Team Milram                     | 18 pts                    |                           |
| 7.                        | Israel Núñez               | Kaiku                           | 18 pts                    |                           |
| 8.                        | Iván Parra                 | Cofidis-Le Crédit par Téléphone | 16 pts                    |                           |
| 9.                        | Jens Voigt                 | CSC                             | 13 pts                    |                           |
| 10.                       | Joaquim Rodríguez          | Caisse d'Épargne-Illes Balears  | 12 pts                    |                           |

|  | Este artigo ou secção necessita de expansão. Por favor, melhore este artigo ou secção acrescentando-lhe conteúdo. |

| Classificação por equipes | Classificação por equipes       | Classificação por equipes | Classificação por equipes |
| Equipe                    | Equipe                          | Tempo                     |                           |
| ------------------------- | ------------------------------- | ------------------------- | ------------------------- |
| 1.                        | Saunier Duval-Prodir            | 61h36m43s                 |                           |
| 2.                        | Liberty Seguros-Würth           | + 3m13s                   |                           |
| 3.                        | T-Mobile                        | + 3m30s                   |                           |
| 4.                        | Discovery Channel               | + 4m49s                   |                           |
| 5.                        | Lampre-Fondital                 | + 4m58s                   |                           |
| 6.                        | Caisse d'Épargne-Illes Balears  | + 6m32s                   |                           |
| 7.                        | Euskaltel-Euskadi               | + 7m19s                   |                           |
| 8.                        | Phonak Hearing Systems          | + 9m16s                   |                           |
| 9.                        | Cofidis-Le Crédit par Téléphone | + 10m17s                  |                           |
| 10.                       | Kaiku                           | + 18m25s                  |                           |

| Classificação por equipes | Classificação por equipes       | Classificação por equipes | Classificação por equipes |
| Equipe                    | Equipe                          | Tempo                     |                           |
| ------------------------- | ------------------------------- | ------------------------- | ------------------------- |
| 1.                        | Saunier Duval-Prodir            | 61h36m43s                 |                           |
| 2.                        | Liberty Seguros-Würth           | + 3m13s                   |                           |
| 3.                        | T-Mobile                        | + 3m30s                   |                           |
| 4.                        | Discovery Channel               | + 4m49s                   |                           |
| 5.                        | Lampre-Fondital                 | + 4m58s                   |                           |
| 6.                        | Caisse d'Épargne-Illes Balears  | + 6m32s                   |                           |
| 7.                        | Euskaltel-Euskadi               | + 7m19s                   |                           |
| 8.                        | Phonak Hearing Systems          | + 9m16s                   |                           |
| 9.                        | Cofidis-Le Crédit par Téléphone | + 10m17s                  |                           |
| 10.                       | Kaiku                           | + 18m25s                  |                           |

### Classificação do ProTour
A corrida atribui pontos à classificação UCI ProTour de 2006 segundo o barómetro seguinte :
| Posição             | 1.º | 2.º | 3.º | 4.º | 5.º | 6.º | 7.º | 8.º | 9.º | 10.º |
| Classificação geral | 50  | 40  | 35  | 30  | 25  | 20  | 15  | 10  | 5   | 1    |
| etapas              | 3   | 2   | 1   |     |     |     |     |     |     |      |

Após esta sexta prova a classificação é o seguinte :
| #  | Corredor                   | Equipa                         | Pontos | Precedente | Evolução |
| -- | -------------------------- | ------------------------------ | ------ | ---------- | -------- |
| 1  | Tom Boonen                 | Quick Step-Innergetic          | 89     | 1          | Estável  |
| 2  | Alessandro Petacchi        | Milram                         | 72     | 2          | Estável  |
| 3  | Antonio Colom              | Caisse d'Épargne-Illes Balears | 71     | ??         | ??       |
| 4  | Filippo Pozzato            | Quick Step-Innergetic          | 70     | 3          | -1       |
| 4  | Alessandro Ballan          | Lampre-Fondital                | 70     | 3          | -1       |
| 6  | George Hincapie            | Discovery Channel              | 60     | 5          | -1       |
| 7  | Samuel Sanchez             | Euskaltel-Euskadi              | 59     | ??         | ??       |
| 8  | José Ángel Gómez Marchante | Saunier Duval-Prodir           | 53     | Entrada    | Entrada  |
| 9  | Floyd Landis               | Phonak                         | 52     | 6          | -3       |
| 10 | Thomas Dekker              | Rabobank                       | 51     | 7          | -3       |

| #  | Equipa                           | Pontos | Precedente | evolução |
| -- | -------------------------------- | ------ | ---------- | -------- |
| 1  | Discovery Channel                | 93     | 2          | +1       |
| 2  | Gerolsteiner                     | 89     | 1          | -1       |
| 3  | CSC                              | 79     | 3          | Estável  |
| 3  | Phonak                           | 79     | 5          | +2       |
| 5  | Quick Step-Innergetic            | 73     | 4          | -1       |
| 5  | Liberty Seguros-Würth            | 73     | 8          | +3       |
| 7  | Lampre-Fondital                  | 70     | 8          | +1       |
| 8  | Rabobank                         | 68     | 6          | -2       |
| 9  | Caixa de poupanças-Illes Balears | 65     | ??         | ??       |
| 10 | T-Mobil                          | 63     | ??         | ??       |

| #  | País           | Pontos | Precedente | evolução |
| -- | -------------- | ------ | ---------- | -------- |
| 1  | Itália         | 277    | 1          | Estável  |
| 1  | Espanha        | 277    | 3          | +2       |
| 3  | Bélgica        | 161    | 2          | -1       |
| 4  | Estados Unidos | 119    | 4          | Estável  |
| 5  | Alemanha       | 109    | 6          | +1       |
| 6  | Países Baixos  | 108    | 5          | -1       |
| 7  | Noruega        | 45     | 7          | Estável  |
| 8  | Suíça          | 42     | 8          | Estável  |
| 9  | Luxemburgo     | 25     | 9          | Estável  |
| 10 | Austrália      | 22     | 10         | Estável  |

## evolução das classificações
| etapa               | Vencedor                   | Classificação geral        | Classificação por pontos | Classificação da montanha | Classificação dos sprints | Classificação por equipas |
| ------------------- | -------------------------- | -------------------------- | ------------------------ | ------------------------- | ------------------------- | ------------------------- |
| 1.ª                 | Alejandro Valverde         | Alejandro Valverde         | Alejandro Valverde       | Unai Etxebarria           | Pierrick Fédrigo          | Lampre-Fondital           |
| 2.º                 | Samuel Sánchez             | Samuel Sánchez             | Alejandro Valverde       | Hubert Dupont             | Pierrick Fédrigo          | Liberty Seguros-Würth     |
| 3.º                 | Samuel Sánchez             | Samuel Sánchez             | Unai Etxebarria          | Hubert Dupont             | Pierrick Fédrigo          | Liberty Seguros-Würth     |
| 4.º                 | Óscar Freire               | Samuel Sánchez             | Samuel Sánchez           | Hubert Dupont             | Pierrick Fédrigo          | Liberty Seguros-Würth     |
| 5.º                 | Thomas Voeckler            | Samuel Sánchez             | Samuel Sánchez           | Hubert Dupont             | Pierrick Fédrigo          | Saunier Duval-Prodir      |
| 6.º                 | José Ángel Gómez Marchante | José Ángel Gómez Marchante | Alejandro Valverde       | Hubert Dupont             | Pierrick Fédrigo          | Saunier Duval-Prodir      |
| Classificação geral | Classificação geral        | José Ángel Gómez Marchante | Alejandro Valverde       | Hubert Dupont             | Pierrick Fédrigo          | Saunier Duval-Prodir      |

## Lista dos participantes
| Liquigas LIQ | Liquigas LIQ                 | Liquigas LIQ |
| ------------ | ---------------------------- | ------------ |
| Num          | Ciclista                     | Pos          |
| 1            | Danilo Di Luca (ITA)         |              |
| 2            | Stefano Garzelli (ITA)       |              |
| 3            | Vladimir Miholjević (CRO)    |              |
| 4            | Dario Cioni (ITA)            |              |
| 5            | Patrick Calcagni (SUI)       |              |
| 6            | Andrea Noè (ITA)             |              |
| 7            | Alessandro Spezialetti (ITA) |              |
| 8            | Charles Wegelius (GBR)       |              |

| CSC | CSC                      | CSC |
| --- | ------------------------ | --- |
| Num | Ciclista                 | Pos |
| 11  | Peter Luttenberger (AUT) |     |
| 13  | Carlos Sastre (ESP)      |     |
| 14  | Jens Voigt (GER)         |     |
| 15  | Íñigo Cuesta (ESP)       |     |
| 16  | Nicki Sørensen (DEN)     |     |
| 17  | Michael Blaudzun (DEN)   |     |
| 18  | Fränk Schleck (LUX)      |     |

| Phonak Hearing Systems PHO | Phonak Hearing Systems PHO            | Phonak Hearing Systems PHO |
| -------------------------- | ------------------------------------- | -------------------------- |
| Num                        | Ciclista                              | Pos                        |
| 21                         | Miguel Ángel Martín Perdiguero (ESP)  |                            |
| 22                         | Luis Fernández Oliveira (ESP)         |                            |
| 23                         | Alexandre Moos (SUI)                  |                            |
| 24                         | Jonathan Patrick McCarty (USA)        |                            |
| 25                         | José Ignacio Gutiérrez Cataluña (ESP) |                            |
| 26                         | Nicolas Jalabert (FRA)                |                            |
| 27                         | Steve Morabito (SUI)                  |                            |
| 28                         | Florian Stalder (SUI)                 |                            |

| Rabobank RAB | Rabobank RAB            | Rabobank RAB |
| ------------ | ----------------------- | ------------ |
| Num          | Ciclista                | Pos          |
| 31           | Denis Menchov (RUS)     |              |
| 32           | Thomas Dekker (NED)     |              |
| 33           | Michael Boogerd (NED)   |              |
| 34           | Óscar Freire (ESP)      |              |
| 35           | Theo Eltink (NED)       |              |
| 36           | Alexandr Kolobnev (RUS) |              |
| 37           | Pieter Weening (NED)    |              |
| 38           | Grischa Niermann (GER)  |              |

| Davitamon-Lotto DVL | Davitamon-Lotto DVL     | Davitamon-Lotto DVL |
| ------------------- | ----------------------- | ------------------- |
| Num                 | Ciclista                | Pos                 |
| 41                  | Cadel Evans (AUS)       |                     |
| 42                  | Josep Jufré (ESP)       |                     |
| 43                  | Mario Aerts (BEL)       |                     |
| 44                  | Christophe Brandt (BEL) |                     |
| 45                  | Chris Horner (USA)      |                     |
| 46                  | Björn Leukemans (BEL)   |                     |
| 47                  | Wim Van Huffel (BEL)    |                     |
| 48                  | Johan Vansummeren (BEL) |                     |

| Liberty Seguros-Würth LSW | Liberty Seguros-Würth LSW | Liberty Seguros-Würth LSW |
| ------------------------- | ------------------------- | ------------------------- |
| Num                       | Ciclista                  | Pos                       |
| 51                        | Joseba Beloki (ESP)       |                           |
| 52                        | Aitor Osa (ESP)           |                           |
| 53                        | Unai Osa (ESP)            |                           |
| 54                        | Alberto Contador (ESP)    |                           |
| 55                        | David Etxebarria (ESP)    |                           |
| 56                        | Isidro Nozal (ESP)        |                           |
| 57                        | Sérgio Paulinho (POR)     |                           |
| 58                        | Daniel Navarro (ESP)      |                           |

| Gerolsteiner GST | Gerolsteiner GST       | Gerolsteiner GST |
| ---------------- | ---------------------- | ---------------- |
| Num              | Ciclista               | Pos              |
| 61               | Davide Rebellin (ITA)  |                  |
| 62               | Beat Zberg (SUI)       |                  |
| 63               | Matthias Russ (GER)    |                  |
| 64               | Ronny Scholz (GER)     |                  |
| 65               | Andrea Moletta (ITA)   |                  |
| 66               | Markus Fothen (GER)    |                  |
| 67               | Fabian Wegmann (GER)   |                  |
| 68               | Torsten Hiekmann (GER) |                  |

| Saunier Duval-Prodir SDV | Saunier Duval-Prodir SDV         | Saunier Duval-Prodir SDV |
| ------------------------ | -------------------------------- | ------------------------ |
| Num                      | Ciclista                         | Pos                      |
| 71                       | Manuele Mori (ITA)               |                          |
| 72                       | José Ángel Gómez Marchante (ESP) |                          |
| 73                       | Leonardo Piepoli (ITA)           |                          |
| 74                       | Arkaitz Durán (ESP)              |                          |
| 75                       | Riccardo Riccò (ITA)             |                          |
| 76                       | Juan José Cobo (ESP)             |                          |
| 77                       | Oliver Zaugg (SUI)               |                          |
| 78                       | Rubén Lobato (ESP)               |                          |

| Discovery Channel DSC | Discovery Channel DSC         | Discovery Channel DSC |
| --------------------- | ----------------------------- | --------------------- |
| Num                   | Ciclista                      | Pos                   |
| 81                    | José Azevedo (POR)            |                       |
| 82                    | Jason McCartney (USA)         |                       |
| 83                    | Manuel Beltrán Martínez (ESP) |                       |
| 84                    | Janez Brajkovič (SLO)         |                       |
| 85                    | Egoi Martínez (ESP)           |                       |
| 86                    | Jurgen Van Den Broeck (BEL)   |                       |
| 87                    | Benjamín Noval (ESP)          |                       |
| 88                    | José Luis Rubiera (ESP)       |                       |

| Crédit Agricole C.A | Crédit Agricole C.A       | Crédit Agricole C.A |
| ------------------- | ------------------------- | ------------------- |
| Num                 | Ciclista                  | Pos                 |
| 91                  | Dmitri Fofonov (KAZ)      |                     |
| 92                  | Aleksandr Bocharov (RUS)  |                     |
| 93                  | Francesco Bellotti (ITA)  |                     |
| 94                  | Mads Kaggestad (NOR)      |                     |
| 95                  | Pietro Caucchioli (ITA)   |                     |
| 96                  | Christophe Le Mével (FRA) |                     |
| 97                  | Rémi Pauriol (FRA)        |                     |
| 98                  | Benoît Poilvet (FRA)      |                     |

| Caisse d'Épargne-Illes Balears CEI | Caisse d'Épargne-Illes Balears CEI | Caisse d'Épargne-Illes Balears CEI |
| ---------------------------------- | ---------------------------------- | ---------------------------------- |
| Num                                | Ciclista                           | Pos                                |
| 101                                | Alejandro Valverde (ESP)           |                                    |
| 102                                | Joaquim Rodríguez (ESP)            |                                    |
| 103                                | Antonio Colom (ESP)                |                                    |
| 104                                | Constantino Zaballa (ESP)          |                                    |
| 105                                | Pablo Lastras (ESP)                |                                    |
| 106                                | Aitor Pérez (ESP)                  |                                    |
| 107                                | Mikel Pradera (ESP)                |                                    |
| 108                                | Marco Fertonani (ITA)              |                                    |

| Cofidis-Le Crédit par Téléphone COF | Cofidis-Le Crédit par Téléphone COF | Cofidis-Le Crédit par Téléphone COF |
| ----------------------------------- | ----------------------------------- | ----------------------------------- |
| Num                                 | Ciclista                            | Pos                                 |
| 111                                 | Sylvain Chavanel (FRA)              |                                     |
| 112                                 | Luis Pérez (ESP)                    |                                     |
| 113                                 | Rik Verbrugghe (BEL)                |                                     |
| 114                                 | Leonardo Duque (COL)                |                                     |
| 115                                 | Leonardo Bertagnolli (ITA)          |                                     |
| 116                                 | Maxime Monfort (BEL)                |                                     |
| 117                                 | Cristian Moreni (ITA)               |                                     |
| 118                                 | Iván Parra (COL)                    |                                     |

| Quick Step-Innergetic QSI | Quick Step-Innergetic QSI  | Quick Step-Innergetic QSI |
| ------------------------- | -------------------------- | ------------------------- |
| Num                       | Ciclista                   | Pos                       |
| 121                       | Juan Manuel Gárate (ESP)   |                           |
| 122                       | Serge Baguet (BEL)         |                           |
| 123                       | Kevin De Weert (BEL)       |                           |
| 124                       | Addy Engels (NED)          |                           |
| 125                       | José Antonio Garrido (ESP) |                           |
| 126                       | Cédric Vasseur (FRA)       |                           |
| 127                       | Bram Tankink (NED)         |                           |
| 128                       | Remmert Wielinga (NED)     |                           |

| T-Mobile TMO | T-Mobile TMO           | T-Mobile TMO |
| ------------ | ---------------------- | ------------ |
| Num          | Ciclista               | Pos          |
| 131          | Thomas Ziegler (GER)   |              |
| 132          | Giuseppe Guerini (ITA) |              |
| 133          | Óscar Sevilla (ESP)    |              |
| 134          | Matthias Kessler (GER) |              |
| 135          | Kim Kirchen (LUX)      |              |
| 136          | Bernhard Kohl (AUT)    |              |
| 137          | Eddy Mazzoleni (ITA)   |              |
| 138          | Patrik Sinkewitz (GER) |              |

| Lampre-Fondital LAM | Lampre-Fondital LAM       | Lampre-Fondital LAM |
| ------------------- | ------------------------- | ------------------- |
| Num                 | Ciclista                  | Pos                 |
| 141                 | Jevgeni Petrov (RUS)      |                     |
| 142                 | Patxi Vila (ESP)          |                     |
| 143                 | Salvatore Commesso (ITA)  |                     |
| 144                 | Giuliano Figueras (ITA)   |                     |
| 145                 | Marius Sabaliauskas (LTU) |                     |
| 146                 | Marco Marzano (ITA)       |                     |
| 147                 | Ruggero Marzoli (ITA)     |                     |
| 148                 | Gorazd Štangelj (SLO)     |                     |

| Bouygues Telecom BTL | Bouygues Telecom BTL     | Bouygues Telecom BTL |
| -------------------- | ------------------------ | -------------------- |
| Num                  | Ciclista                 | Pos                  |
| 151                  | Thomas Voeckler (FRA)    |                      |
| 152                  | Didier Rous (FRA)        |                      |
| 153                  | Laurent Lefèvre (FRA)    |                      |
| 154                  | Walter Bénéteau (FRA)    |                      |
| 155                  | Olivier Bonnaire (FRA)   |                      |
| 156                  | Pierrick Fédrigo (FRA)   |                      |
| 157                  | Yoann Le Boulanger (FRA) |                      |
| 158                  | Matthieu Sprick (FRA)    |                      |

| Team Milram MRM | Team Milram MRM          | Team Milram MRM |
| --------------- | ------------------------ | --------------- |
| Num             | Ciclista                 | Pos             |
| 161             | Björn Schröder (GER)     |                 |
| 162             | Sergio Ghisalberti (ITA) |                 |
| 163             | Daniel Becke (GER)       |                 |
| 164             | Andriy Hrivko (UKR)      |                 |
| 165             | Maxim Iglinsky (KAZ)     |                 |
| 166             | Giovanni Visconti (ITA)  |                 |
| 167             | Daniel Musiol (GER)      |                 |
| 168             | Alessandro Vanotti (ITA) |                 |

| Euskaltel-Euskadi EUS | Euskaltel-Euskadi EUS | Euskaltel-Euskadi EUS |
| --------------------- | --------------------- | --------------------- |
| Num                   | Ciclista              | Pos                   |
| 171                   | Iban Mayo (ESP)       |                       |
| 172                   | Haimar Zubeldia (ESP) |                       |
| 173                   | Samuel Sánchez (ESP)  |                       |
| 174                   | Iñaki Isasi (ESP)     |                       |
| 175                   | Aitor Hernández (ESP) |                       |
| 176                   | Unai Etxebarria (VEN) |                       |
| 177                   | Iker Camaño (ESP)     |                       |
| 178                   | Igor Antón (ESP)      |                       |

| La Française des jeux FDJ | La Française des jeux FDJ | La Française des jeux FDJ |
| ------------------------- | ------------------------- | ------------------------- |
| Num                       | Ciclista                  | Pos                       |
| 181                       | Frédéric Finot (FRA)      |                           |
| 182                       | Jussi Veikkanen (FIN)     |                           |
| 183                       | Sandy Casar (FRA)         |                           |
| 184                       | Freddy Bichot (FRA)       |                           |
| 185                       | Rémy Di Gregorio (FRA)    |                           |
| 186                       | Éric Leblacher (FRA)      |                           |
| 187                       | Thomas Löfkvist (SWE)     |                           |
| 188                       | Ian McLeod (RSA)          |                           |

| AG2R Prévoyance A2R | AG2R Prévoyance A2R     | AG2R Prévoyance A2R |
| ------------------- | ----------------------- | ------------------- |
| Num                 | Ciclista                | Pos                 |
| 191                 | Carl Naibo (FRA)        |                     |
| 192                 | Iñigo Chaurreau (ESP)   |                     |
| 193                 | José Luis Arrieta (ESP) |                     |
| 194                 | Mikel Astarloza (ESP)   |                     |
| 195                 | Sylvain Calzati (FRA)   |                     |
| 196                 | Philip Deignan (IRL)    |                     |
| 197                 | Hubert Dupont (FRA)     |                     |
| 198                 | Stéphane Goubert (FRA)  |                     |

| Kaiku KAI | Kaiku KAI                      | Kaiku KAI |
| --------- | ------------------------------ | --------- |
| Num       | Ciclista                       | Pos       |
| 201       | Ricardo Serrano (ESP)          |           |
| 202       | Israel Núñez (ESP)             |           |
| 203       | Jon Bru (ESP)                  |           |
| 204       | Adrián Palomares (ESP)         |           |
| 205       | Gustavo Veloso (ESP)           |           |
| 206       | Javier Ruiz de Larrinaga (ESP) |           |
| 207       | Juanjo Oroz (ESP)              |           |
| 208       | Jorge Azanza (ESP)             |           |

| Relax-GAM ___ | Relax-GAM ___                   | Relax-GAM ___ |
| ------------- | ------------------------------- | ------------- |
| Num           | Ciclista                        | Pos           |
| 211           | Jose Mario Almagro Valero (ESP) |               |
| 212           | Xavier Tondo (ESP)              |               |
| 213           | David George (RSA)              |               |
| 214           | José Miguel Elías Galindo (ESP) |               |
| 215           | Jorge García Marín (ESP)        |               |
| 216           | Jesús Hernández Blázquez (ESP)  |               |
| 217           | Raúl García de Mateos (ESP)     |               |
| 218           | Mario de Sárraga (ESP)          |               |

| Liquigas LIQ | Liquigas LIQ                 | Liquigas LIQ |
| ------------ | ---------------------------- | ------------ |
| Num          | Ciclista                     | Pos          |
| 1            | Danilo Di Luca (ITA)         |              |
| 2            | Stefano Garzelli (ITA)       |              |
| 3            | Vladimir Miholjević (CRO)    |              |
| 4            | Dario Cioni (ITA)            |              |
| 5            | Patrick Calcagni (SUI)       |              |
| 6            | Andrea Noè (ITA)             |              |
| 7            | Alessandro Spezialetti (ITA) |              |
| 8            | Charles Wegelius (GBR)       |              |

| CSC | CSC                      | CSC |
| --- | ------------------------ | --- |
| Num | Ciclista                 | Pos |
| 11  | Peter Luttenberger (AUT) |     |
| 13  | Carlos Sastre (ESP)      |     |
| 14  | Jens Voigt (GER)         |     |
| 15  | Íñigo Cuesta (ESP)       |     |
| 16  | Nicki Sørensen (DEN)     |     |
| 17  | Michael Blaudzun (DEN)   |     |
| 18  | Fränk Schleck (LUX)      |     |

| Phonak Hearing Systems PHO | Phonak Hearing Systems PHO            | Phonak Hearing Systems PHO |
| -------------------------- | ------------------------------------- | -------------------------- |
| Num                        | Ciclista                              | Pos                        |
| 21                         | Miguel Ángel Martín Perdiguero (ESP)  |                            |
| 22                         | Luis Fernández Oliveira (ESP)         |                            |
| 23                         | Alexandre Moos (SUI)                  |                            |
| 24                         | Jonathan Patrick McCarty (USA)        |                            |
| 25                         | José Ignacio Gutiérrez Cataluña (ESP) |                            |
| 26                         | Nicolas Jalabert (FRA)                |                            |
| 27                         | Steve Morabito (SUI)                  |                            |
| 28                         | Florian Stalder (SUI)                 |                            |

| Rabobank RAB | Rabobank RAB            | Rabobank RAB |
| ------------ | ----------------------- | ------------ |
| Num          | Ciclista                | Pos          |
| 31           | Denis Menchov (RUS)     |              |
| 32           | Thomas Dekker (NED)     |              |
| 33           | Michael Boogerd (NED)   |              |
| 34           | Óscar Freire (ESP)      |              |
| 35           | Theo Eltink (NED)       |              |
| 36           | Alexandr Kolobnev (RUS) |              |
| 37           | Pieter Weening (NED)    |              |
| 38           | Grischa Niermann (GER)  |              |

| Davitamon-Lotto DVL | Davitamon-Lotto DVL     | Davitamon-Lotto DVL |
| ------------------- | ----------------------- | ------------------- |
| Num                 | Ciclista                | Pos                 |
| 41                  | Cadel Evans (AUS)       |                     |
| 42                  | Josep Jufré (ESP)       |                     |
| 43                  | Mario Aerts (BEL)       |                     |
| 44                  | Christophe Brandt (BEL) |                     |
| 45                  | Chris Horner (USA)      |                     |
| 46                  | Björn Leukemans (BEL)   |                     |
| 47                  | Wim Van Huffel (BEL)    |                     |
| 48                  | Johan Vansummeren (BEL) |                     |

| Liberty Seguros-Würth LSW | Liberty Seguros-Würth LSW | Liberty Seguros-Würth LSW |
| ------------------------- | ------------------------- | ------------------------- |
| Num                       | Ciclista                  | Pos                       |
| 51                        | Joseba Beloki (ESP)       |                           |
| 52                        | Aitor Osa (ESP)           |                           |
| 53                        | Unai Osa (ESP)            |                           |
| 54                        | Alberto Contador (ESP)    |                           |
| 55                        | David Etxebarria (ESP)    |                           |
| 56                        | Isidro Nozal (ESP)        |                           |
| 57                        | Sérgio Paulinho (POR)     |                           |
| 58                        | Daniel Navarro (ESP)      |                           |

| Gerolsteiner GST | Gerolsteiner GST       | Gerolsteiner GST |
| ---------------- | ---------------------- | ---------------- |
| Num              | Ciclista               | Pos              |
| 61               | Davide Rebellin (ITA)  |                  |
| 62               | Beat Zberg (SUI)       |                  |
| 63               | Matthias Russ (GER)    |                  |
| 64               | Ronny Scholz (GER)     |                  |
| 65               | Andrea Moletta (ITA)   |                  |
| 66               | Markus Fothen (GER)    |                  |
| 67               | Fabian Wegmann (GER)   |                  |
| 68               | Torsten Hiekmann (GER) |                  |

| Saunier Duval-Prodir SDV | Saunier Duval-Prodir SDV         | Saunier Duval-Prodir SDV |
| ------------------------ | -------------------------------- | ------------------------ |
| Num                      | Ciclista                         | Pos                      |
| 71                       | Manuele Mori (ITA)               |                          |
| 72                       | José Ángel Gómez Marchante (ESP) |                          |
| 73                       | Leonardo Piepoli (ITA)           |                          |
| 74                       | Arkaitz Durán (ESP)              |                          |
| 75                       | Riccardo Riccò (ITA)             |                          |
| 76                       | Juan José Cobo (ESP)             |                          |
| 77                       | Oliver Zaugg (SUI)               |                          |
| 78                       | Rubén Lobato (ESP)               |                          |

| Discovery Channel DSC | Discovery Channel DSC         | Discovery Channel DSC |
| --------------------- | ----------------------------- | --------------------- |
| Num                   | Ciclista                      | Pos                   |
| 81                    | José Azevedo (POR)            |                       |
| 82                    | Jason McCartney (USA)         |                       |
| 83                    | Manuel Beltrán Martínez (ESP) |                       |
| 84                    | Janez Brajkovič (SLO)         |                       |
| 85                    | Egoi Martínez (ESP)           |                       |
| 86                    | Jurgen Van Den Broeck (BEL)   |                       |
| 87                    | Benjamín Noval (ESP)          |                       |
| 88                    | José Luis Rubiera (ESP)       |                       |

| Crédit Agricole C.A | Crédit Agricole C.A       | Crédit Agricole C.A |
| ------------------- | ------------------------- | ------------------- |
| Num                 | Ciclista                  | Pos                 |
| 91                  | Dmitri Fofonov (KAZ)      |                     |
| 92                  | Aleksandr Bocharov (RUS)  |                     |
| 93                  | Francesco Bellotti (ITA)  |                     |
| 94                  | Mads Kaggestad (NOR)      |                     |
| 95                  | Pietro Caucchioli (ITA)   |                     |
| 96                  | Christophe Le Mével (FRA) |                     |
| 97                  | Rémi Pauriol (FRA)        |                     |
| 98                  | Benoît Poilvet (FRA)      |                     |

| Caisse d'Épargne-Illes Balears CEI | Caisse d'Épargne-Illes Balears CEI | Caisse d'Épargne-Illes Balears CEI |
| ---------------------------------- | ---------------------------------- | ---------------------------------- |
| Num                                | Ciclista                           | Pos                                |
| 101                                | Alejandro Valverde (ESP)           |                                    |
| 102                                | Joaquim Rodríguez (ESP)            |                                    |
| 103                                | Antonio Colom (ESP)                |                                    |
| 104                                | Constantino Zaballa (ESP)          |                                    |
| 105                                | Pablo Lastras (ESP)                |                                    |
| 106                                | Aitor Pérez (ESP)                  |                                    |
| 107                                | Mikel Pradera (ESP)                |                                    |
| 108                                | Marco Fertonani (ITA)              |                                    |

| Cofidis-Le Crédit par Téléphone COF | Cofidis-Le Crédit par Téléphone COF | Cofidis-Le Crédit par Téléphone COF |
| ----------------------------------- | ----------------------------------- | ----------------------------------- |
| Num                                 | Ciclista                            | Pos                                 |
| 111                                 | Sylvain Chavanel (FRA)              |                                     |
| 112                                 | Luis Pérez (ESP)                    |                                     |
| 113                                 | Rik Verbrugghe (BEL)                |                                     |
| 114                                 | Leonardo Duque (COL)                |                                     |
| 115                                 | Leonardo Bertagnolli (ITA)          |                                     |
| 116                                 | Maxime Monfort (BEL)                |                                     |
| 117                                 | Cristian Moreni (ITA)               |                                     |
| 118                                 | Iván Parra (COL)                    |                                     |

| Quick Step-Innergetic QSI | Quick Step-Innergetic QSI  | Quick Step-Innergetic QSI |
| ------------------------- | -------------------------- | ------------------------- |
| Num                       | Ciclista                   | Pos                       |
| 121                       | Juan Manuel Gárate (ESP)   |                           |
| 122                       | Serge Baguet (BEL)         |                           |
| 123                       | Kevin De Weert (BEL)       |                           |
| 124                       | Addy Engels (NED)          |                           |
| 125                       | José Antonio Garrido (ESP) |                           |
| 126                       | Cédric Vasseur (FRA)       |                           |
| 127                       | Bram Tankink (NED)         |                           |
| 128                       | Remmert Wielinga (NED)     |                           |

| T-Mobile TMO | T-Mobile TMO           | T-Mobile TMO |
| ------------ | ---------------------- | ------------ |
| Num          | Ciclista               | Pos          |
| 131          | Thomas Ziegler (GER)   |              |
| 132          | Giuseppe Guerini (ITA) |              |
| 133          | Óscar Sevilla (ESP)    |              |
| 134          | Matthias Kessler (GER) |              |
| 135          | Kim Kirchen (LUX)      |              |
| 136          | Bernhard Kohl (AUT)    |              |
| 137          | Eddy Mazzoleni (ITA)   |              |
| 138          | Patrik Sinkewitz (GER) |              |

| Lampre-Fondital LAM | Lampre-Fondital LAM       | Lampre-Fondital LAM |
| ------------------- | ------------------------- | ------------------- |
| Num                 | Ciclista                  | Pos                 |
| 141                 | Jevgeni Petrov (RUS)      |                     |
| 142                 | Patxi Vila (ESP)          |                     |
| 143                 | Salvatore Commesso (ITA)  |                     |
| 144                 | Giuliano Figueras (ITA)   |                     |
| 145                 | Marius Sabaliauskas (LTU) |                     |
| 146                 | Marco Marzano (ITA)       |                     |
| 147                 | Ruggero Marzoli (ITA)     |                     |
| 148                 | Gorazd Štangelj (SLO)     |                     |

| Bouygues Telecom BTL | Bouygues Telecom BTL     | Bouygues Telecom BTL |
| -------------------- | ------------------------ | -------------------- |
| Num                  | Ciclista                 | Pos                  |
| 151                  | Thomas Voeckler (FRA)    |                      |
| 152                  | Didier Rous (FRA)        |                      |
| 153                  | Laurent Lefèvre (FRA)    |                      |
| 154                  | Walter Bénéteau (FRA)    |                      |
| 155                  | Olivier Bonnaire (FRA)   |                      |
| 156                  | Pierrick Fédrigo (FRA)   |                      |
| 157                  | Yoann Le Boulanger (FRA) |                      |
| 158                  | Matthieu Sprick (FRA)    |                      |

| Team Milram MRM | Team Milram MRM          | Team Milram MRM |
| --------------- | ------------------------ | --------------- |
| Num             | Ciclista                 | Pos             |
| 161             | Björn Schröder (GER)     |                 |
| 162             | Sergio Ghisalberti (ITA) |                 |
| 163             | Daniel Becke (GER)       |                 |
| 164             | Andriy Hrivko (UKR)      |                 |
| 165             | Maxim Iglinsky (KAZ)     |                 |
| 166             | Giovanni Visconti (ITA)  |                 |
| 167             | Daniel Musiol (GER)      |                 |
| 168             | Alessandro Vanotti (ITA) |                 |

| Euskaltel-Euskadi EUS | Euskaltel-Euskadi EUS | Euskaltel-Euskadi EUS |
| --------------------- | --------------------- | --------------------- |
| Num                   | Ciclista              | Pos                   |
| 171                   | Iban Mayo (ESP)       |                       |
| 172                   | Haimar Zubeldia (ESP) |                       |
| 173                   | Samuel Sánchez (ESP)  |                       |
| 174                   | Iñaki Isasi (ESP)     |                       |
| 175                   | Aitor Hernández (ESP) |                       |
| 176                   | Unai Etxebarria (VEN) |                       |
| 177                   | Iker Camaño (ESP)     |                       |
| 178                   | Igor Antón (ESP)      |                       |

| La Française des jeux FDJ | La Française des jeux FDJ | La Française des jeux FDJ |
| ------------------------- | ------------------------- | ------------------------- |
| Num                       | Ciclista                  | Pos                       |
| 181                       | Frédéric Finot (FRA)      |                           |
| 182                       | Jussi Veikkanen (FIN)     |                           |
| 183                       | Sandy Casar (FRA)         |                           |
| 184                       | Freddy Bichot (FRA)       |                           |
| 185                       | Rémy Di Gregorio (FRA)    |                           |
| 186                       | Éric Leblacher (FRA)      |                           |
| 187                       | Thomas Löfkvist (SWE)     |                           |
| 188                       | Ian McLeod (RSA)          |                           |

| AG2R Prévoyance A2R | AG2R Prévoyance A2R     | AG2R Prévoyance A2R |
| ------------------- | ----------------------- | ------------------- |
| Num                 | Ciclista                | Pos                 |
| 191                 | Carl Naibo (FRA)        |                     |
| 192                 | Iñigo Chaurreau (ESP)   |                     |
| 193                 | José Luis Arrieta (ESP) |                     |
| 194                 | Mikel Astarloza (ESP)   |                     |
| 195                 | Sylvain Calzati (FRA)   |                     |
| 196                 | Philip Deignan (IRL)    |                     |
| 197                 | Hubert Dupont (FRA)     |                     |
| 198                 | Stéphane Goubert (FRA)  |                     |

| Kaiku KAI | Kaiku KAI                      | Kaiku KAI |
| --------- | ------------------------------ | --------- |
| Num       | Ciclista                       | Pos       |
| 201       | Ricardo Serrano (ESP)          |           |
| 202       | Israel Núñez (ESP)             |           |
| 203       | Jon Bru (ESP)                  |           |
| 204       | Adrián Palomares (ESP)         |           |
| 205       | Gustavo Veloso (ESP)           |           |
| 206       | Javier Ruiz de Larrinaga (ESP) |           |
| 207       | Juanjo Oroz (ESP)              |           |
| 208       | Jorge Azanza (ESP)             |           |

| Relax-GAM ___ | Relax-GAM ___                   | Relax-GAM ___ |
| ------------- | ------------------------------- | ------------- |
| Num           | Ciclista                        | Pos           |
| 211           | Jose Mario Almagro Valero (ESP) |               |
| 212           | Xavier Tondo (ESP)              |               |
| 213           | David George (RSA)              |               |
| 214           | José Miguel Elías Galindo (ESP) |               |
| 215           | Jorge García Marín (ESP)        |               |
| 216           | Jesús Hernández Blázquez (ESP)  |               |
| 217           | Raúl García de Mateos (ESP)     |               |
| 218           | Mario de Sárraga (ESP)          |               |